# Новая экономическая система планирования и руководства
Новая экономическая система планирования и руководства (нем. Neues Ökonomisches System der Planung und Leitung, сокр. NÖS или NÖSPL) — государственная программа по реформированию планового хозяйства в Германской Демократической Республике. Предусматривала принцип материальной заинтересованности работников в повышении производительности труда и предоставляла предприятиям больше самостоятельности. Благодаря реализации программы в 1964 году производительность труда в ГДР повысилась на 7 процентов.

## Предпосылки реформы
В 1961—1962 годах наблюдались самые низкие темпы роста валового национального дохода в истории ГДР. После возведения Берлинской стены 13 августа 1961 года ГДР не могла рассчитывать и на советскую помощь в прежнем объёме. В беседе с чехословацкой делегацией в июне 1962 года Н. С. Хрущёв резко высказался о Вальтере Ульбрихте: «Он всегда приходит и требует от нас помощи. Но это навряд ли пойдет так дальше». Осенью 1962 года правительственная делегация ГДР вернулась из Москвы с пустыми руками. Председатель Государственной плановой комиссии Карл Мевис, намекнувший советским руководителям, что Советский Союз мог бы помочь ГДР в наполнении «витрины социализма», получил холодный отказ: если немецкие товарищи хотят быть витриной социализма, пусть наполнят её собственными силами. Отказ Москвы в 1962 году предоставить ресурсы для развития экономики ГДР стал заключительным толчком для запуска экономической реформы.

## Экономическая реформа
В декабре 1962 года Ульбрихт объявил, что партия намерена отказаться от прежней экономической политики. Его речь была наполнена цитатами из статьи советского экономиста Е. Г. Либермана, опубликованной в «Правде» в сентябре 1962 года и положившей начало всесоюзной экономической дискуссии, в результате которой были сформулированы принципы «реформы Косыгина». В подходе Ульбрихта видны параллели с идеями Либермана, однако первые предложения по экономической реформе были подготовлены самостоятельно близкими сотрудниками Ульбрихта — секретарём ЦК по вопросам экономики Эрихом Апелем и руководителем бюро по промышленности и строительству при политбюро ЦК Гюнтером Миттагом.
Решением VI съезда СЕПГ в январе 1963 года программа была утверждена, хотя и подвергалась резкой критике в партии. Ульбрихт решительно выступил против функционеров, которые сопротивлялись новому курсу. В январе 1963 года Апель сменил Мевиса на посту председателя Государственной плановой комиссии, а Миттаг был избран секретарем ЦК по вопросам экономики. Основные направления работы по программе были утверждены на совместной экономической конференции ЦК СЕПГ и Совета министров ГДР 24 и 25 июня 1963 года и Государственным советом ГДР 15 июля. С 1 января 1964 года объединения народных предприятий фактически превращались из управленческой инстанции в экономические субъекты. В 1967 году планы по реформированию подверглись корректировке, а сама программа получила новое наименование — «экономическая система социализма» (нем. Ökonomisches System des Sozialismus, сокр. ÖSS).
И первая, и вторая экономические системы дали положительные результаты для народного хозяйства ГДР, зарплаты выросли, система социального обеспечения и уровень жизни стали образцовыми для стран СЭВ, но реформа вела к повышению роли децентрализованных единиц — руководств предприятий — в ущерб центральной власти, экономистов в ущерб политическим деятелям. В высших партийных кругах росло недовольство, поскольку под угрозой оказалась абсолютная власть СЕПГ. Реформы в ГДР подверглись критике со стороны Советского Союза, во главе которого встал Л. И. Брежнев, несмотря на то, что «новая система» опиралась на ленинскую идею новой экономической политики.
Этой сложной ситуацией в отношениях с СССР воспользовался Эрих Хонеккер, который, заручившись поддержкой СССР, сменил Вальтера Ульбрихта на посту главы первого немецкого государства рабочих и крестьян в 1971 году. На VIII съезде СЕПГ был принят новый экономический курс в направлении единства экономической и социальной политики, а начатые при Ульбрихте реформы были свёрнуты.

## См.также
- Беренс, Фриц